# Stanisław Paczka
Stanisław Paczka (ur. 16 września 1945 w Kukowie, zm. 1 lutego 1969 w Königssee) – polski saneczkarz, olimpijczyk z Grenoble 1968.
Był jednym z najbardziej utalentowanych i odważnych polskich saneczkarzy. Jako junior 5-krotnie zdobywał tytuł mistrza Polski w jedynkach (1961–1962) i dwójkach (1961–1963). Jako senior był mistrzem Polski w dwójkach (partnerem był Lucjan Kudzia) w roku 1968 oraz wicemistrzem Polski w jedynkach (w roku 1963) i w dwójkach (w latach 1965–1966).
Był uczestnikiem mistrzostw Europy w 1962 roku, podczas których zajął 12. miejsca, zarówno w jedynkach, jak i w dwójkach.
Brał udział w mistrzostwach świata w 1965 roku, gdzie wystartował w konkurencji jedynek zajmując 7. miejsce.
Na igrzyskach olimpijskich w 1968 roku wystartował w dwójkach (w parze z Lucjanem Kudzią) zajmując 9. miejsce. 
Podczas mistrzostw świata w 1969 roku rozgrywanych w Königssee zginął w tragicznym wypadku na torze – wypadł z toru i uderzył głową w rosnące obok trasy drzewo.